# Provincia di Kampong Thom
La provincia di Kampong Thom (in lingua khmer:កំពង់ធំ ) è una provincia della Cambogia, il suo capoluogo è Kampong Thom.
La sua estensione di 13.814 km² la rende la seconda provincia più estesa del paese. La provincia si affaccia sul lago Tonle Sap e fa parte della riserva della Biosfera del Tonle Sap.

## Amministrazione
La provincia di Kampong Thom è suddivisa in 8 distretti:
- 0601 Baray
- 0602 Kampong Svay
- 0603 Stueng Saen
- 0604 Prasat Balangk
- 0605 Prasat Sambour
- 0606 Sandaan
- 0607 Santuk
- 0608 Stoung